# Temporada 1978-79 de los San Diego Clippers
La temporada 1978-79 fue la primera de los San Diego Clippers en la NBA, tras moverse desde Búfalo (Nueva York), donde disputaron ocho temporadas con la denominación de los Buffalo Braves. La temporada regular acabó con 42 victorias y 39 derrotas, ocupando el séptimo puesto de la conferencia Oeste, no logrando clasificarse para los playoffs a pesar de tener un balance positivo de victorias.

## Elecciones en elDraft
| Ronda | Puesto | Jugador          | Posición  | Nacionalidad   | Universidad |
| ----- | ------ | ---------------- | --------- | -------------- | ----------- |
| 2     | 41     | Jerome Whitehead | Ala-Pívot | Estados Unidos | Marquette   |
| 4     | 68     | Jim Boylan       | Base      | Estados Unidos | Marquette   |
| 7     | 133    | Stan Pietkiewicz | Escolta   | Estados Unidos | Auburn      |

## Temporada regular
| División Pacífico        | División Pacífico | División Pacífico | División Pacífico | División Pacífico | División Pacífico | División Pacífico | División Pacífico | División Pacífico |
| Equipo                   | G                 | P                 | %                 | PD                | Casa              | Fuera             | Div               |                   |
| ------------------------ | ----------------- | ----------------- | ----------------- | ----------------- | ----------------- | ----------------- | ----------------- | ----------------- |
| y-Seattle SuperSonics    | 52                | 30                | .634              | –                 | 31-10             | 21-20             | 11–9              |                   |
| x-Phoenix Suns           | 50                | 32                | .610              | 2                 | 32–9              | 18–23             | 11–9              |                   |
| x-Los Angeles Lakers     | 47                | 35                | .573              | 5                 | 31–10             | 16–25             | 11–9              |                   |
| x-Portland Trail Blazers | 45                | 37                | .549              | 7                 | 33–8              | 12–29             | 8–12              |                   |
| San Diego Clippers       | 43                | 39                | .524              | 9                 | 29–12             | 14–27             | 11–9              |                   |
| Golden State Warriors    | 38                | 44                | .463              | 14                | 23–18             | 15–26             | 8–12              |                   |

## Estadísticas
| Rk | Jugador           | Edad | P  | PT | MP   | TC   | TCI  | %TC  | TL  | TLI  | %TL   | RO  | RD  | RT  | AS  | RB  | TAP | BP  | FP  | PTS  |
| -- | ----------------- | ---- | -- | -- | ---- | ---- | ---- | ---- | --- | ---- | ----- | --- | --- | --- | --- | --- | --- | --- | --- | ---- |
| 1  | World B. Free     | 25   | 78 |    | 37.9 | 10.2 | 21.2 | .481 | 8.4 | 11.1 | .756  | 1.6 | 2.2 | 3.9 | 4.4 | 1.4 | 0.4 | 3.8 | 3.2 | 28.8 |
| 2  | Randy Smith       | 30   | 82 |    | 37.9 | 8.5  | 18.6 | .455 | 3.6 | 4.4  | .813  | 1.2 | 2.4 | 3.6 | 4.8 | 2.2 | 0.1 | 3.1 | 2.2 | 20.5 |
| 3  | Kermit Washington | 27   | 82 |    | 33.7 | 4.3  | 7.6  | .562 | 2.8 | 4.0  | .688  | 3.6 | 6.1 | 9.8 | 1.5 | 1.0 | 1.5 | 2.3 | 3.9 | 11.3 |
| 4  | Nick Weatherspoon | 28   | 82 |    | 32.2 | 5.8  | 12.2 | .480 | 2.1 | 2.9  | .739  | 2.2 | 3.4 | 5.5 | 1.6 | 1.0 | 0.5 | 2.2 | 3.5 | 13.8 |
| 5  | Sidney Wicks      | 29   | 79 |    | 25.6 | 3.9  | 8.6  | .462 | 1.9 | 2.9  | .650  | 2.0 | 3.1 | 5.1 | 1.6 | 0.9 | 0.5 | 2.3 | 3.5 | 9.8  |
| 6  | Swen Nater        | 29   | 79 |    | 25.4 | 4.5  | 7.9  | .569 | 1.7 | 2.1  | .800  | 2.8 | 6.1 | 8.9 | 1.8 | 0.5 | 0.4 | 2.2 | 3.1 | 10.7 |
| 7  | Kevin Kunnert     | 27   | 81 |    | 20.8 | 2.9  | 6.2  | .467 | 0.7 | 1.0  | .659  | 2.5 | 4.5 | 7.0 | 1.4 | 0.6 | 1.5 | 1.7 | 3.8 | 6.5  |
| 8  | Freeman Williams  | 22   | 72 |    | 16.6 | 4.7  | 9.5  | .490 | 1.1 | 1.4  | .776  | 0.7 | 0.7 | 1.4 | 1.2 | 0.6 | 0.0 | 1.4 | 1.2 | 10.4 |
| 9  | Connie Norman     | 25   | 22 |    | 14.7 | 3.2  | 7.5  | .430 | 0.9 | 1.0  | .826  | 0.6 | 0.9 | 1.5 | 1.1 | 0.5 | 0.1 | 1.0 | 1.6 | 7.3  |
| 10 | Bob Bigelow       | 25   | 29 |    | 14.2 | 1.2  | 3.1  | .400 | 0.4 | 0.7  | .619  | 0.5 | 1.1 | 1.6 | 0.9 | 0.4 | 0.1 | 0.6 | 1.3 | 2.9  |
| 11 | Brian Taylor      | 27   | 20 |    | 10.6 | 1.5  | 4.2  | .361 | 0.8 | 0.9  | .889  | 0.7 | 0.7 | 1.3 | 1.0 | 1.2 | 0.0 | 0.9 | 1.7 | 3.8  |
| 12 | Stan Pietkiewicz  | 22   | 4  |    | 8.0  | 0.3  | 2.0  | .125 | 0.5 | 0.5  | 1.000 | 0.0 | 1.5 | 1.5 | 0.8 | 0.3 | 0.0 | 0.3 | 1.3 | 1.0  |
| 13 | Scott Lloyd       | 26   | 5  |    | 6.2  | 0.0  | 0.4  | .000 | 0.0 | 0.0  |       | 0.2 | 0.4 | 0.6 | 0.0 | 0.2 | 0.0 | 1.6 | 1.2 | 0.0  |
| 14 | John Olive        | 23   | 34 |    | 5.6  | 0.4  | 1.2  | .325 | 0.5 | 0.7  | .783  | 0.1 | 0.5 | 0.6 | 0.1 | 0.1 | 0.0 | 0.4 | 0.9 | 1.3  |
| 15 | Jerome Whitehead  | 22   | 31 |    | 4.9  | 0.5  | 1.1  | .441 | 0.3 | 0.6  | .444  | 0.5 | 1.1 | 1.6 | 0.2 | 0.1 | 0.1 | 0.4 | 0.9 | 1.2  |

## Galardones y récords
| Jugador    | Galardón                     |
| Lloyd Free | 2.º mejor quinteto de la NBA |